# José Pedro Panto
José Pedro Panto O.F.M. (Valverde del Fresno, España, 1778 - San Diego, Nueva España, 30 de junio de 1812), misionero franciscano en América.

## Orígenes

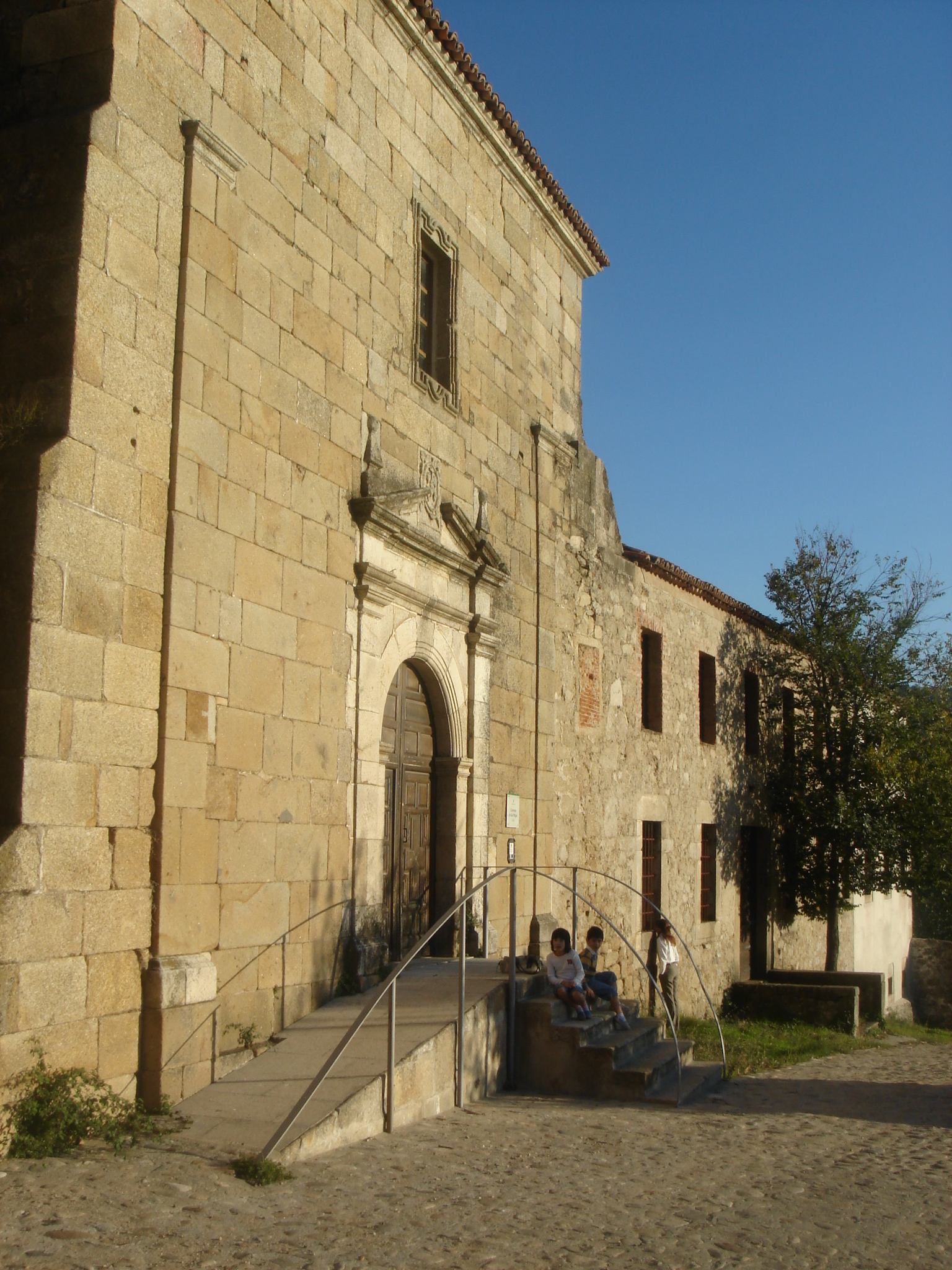
Convento franciscano de San Miguel en San Martín de Trevejo.

Fray José Pedro Panto nació en la localidad de Valverde del Fresno (Comarca de Sierra de Gata, en España) en 1778. Fray Pedro se convirtió en Misionero de la Orden Franciscana y, al igual que muchos religiosos de su tiempo, partió para América siguiendo muy de cerca los pasos de Fray Junípero Serra.
En tanto confirmamos algunos datos podemos dar como muy posible la hipótesis de que su adscripción a la Orden Franciscana y posterior formación debió de producirse en el cercanísimo convento de San Miguel ubicado en San Martín de Trevejo y que pertenecía entonces a la demarcación provincial del mismo nombre (S. Miguel) cuya capital era en aquellos tiempos Ciudad Rodrigo. Estas demarcaciones provinciales son de exclusivo carácter franciscano y nada tiene que ver con las delimitaciones provinciales administrativas.

## América
La mañana del 2 de junio de 1803, Panto hace su entrada el Real Hospicio de Misionero de Indias de El Puerto de Santa María (Hoy Convento de Santo Domingo), lugar donde esperaban los religiosos antes de partir para Las Américas. Acompañado de Fray Gerónimo Boscana, con quien estaría vinculado hasta el día de su muerte, se embarcó en el puerto de Cádiz el 18 de julio de 1803. Viajó en la embarcación Nuestra Señora del Pilar, también conocida como La Fortuna siendo su capitán D. Pedro Ignacio de Estillarte. Arribaron al puerto mexicano de Vera Cruz el 24 de octubre. En aquellos días la ciudad portuaria sufría una epidemia de "vómito negro" por lo que, a pesar del cansancio del viaje, los viajeros abandonaban la ciudad de inmediato. Tras viaje de unas tres jornadas, llegaron a la capital, México.

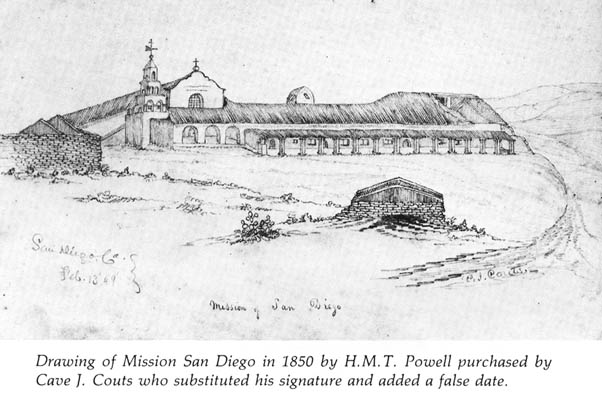
San Diego de Alcalá hacia 1850.

Se tiene noticia escrita de su incorporación al Colegio de San Fernando Archivado el 23 de marzo de 2009 en Wayback Machine. (Principal centro franciscano de la capital mexicana) en 1803, y su envío, siete años más tarde, hacia tierras de California con el objeto de ayudar a las tareas de colonización y evangelización iniciadas por Fray Junípero pocos años antes y acuciadas políticamente desde España desde el reinado de Carlos III a consecuencia de la Guerra de los Siete Años. Hay documentación sobre la solicitud y posterior autorización realizada en 1809 por Fray Agustín Garijo (Guardián del Colegio de San Fernando) al Virrey y al Arzobispo de México para enviar a Panto y a fray Marcelino Marguínez a Nueva California. Su definitivo destino queda confirmado en la carta enviada por Fray José Antonio Uría desde Ciudad de México a José De La Guerra en Tepic el 14 de noviembre de 1809. Su llegada a San Diego, en California, se produjo el 28 de julio de 1810 donde se incorporó a la Misión de San Diego de Alcalá como ayudante del Prior Fray Pedro Pascual Oliva. Entre sus tareas conocidas destacó la de construir un nuevo canal y acequia de suministro de agua para la misión (del cual hoy aún quedan algunos vestigios arqueológicos). Así mismo se delegó en él para la reconstrucción del edificio principal de la Misión derrumbado a consecuencia del terremoto de 1803. Para su desgracia, no llegó a ver conclusas ninguna de estas dos obras.
Si bien la relación con los "indios Dieguinos" o "Kumeyaay" habitantes de la zona ya era pacífica, aún se debían mantener ciertas reservas fruto de los continuos y violentos altercados que se habían mantenido pocos años atrás. Las relaciones de los misioneros con las autoridades civiles, según se desprende de las cartas del propio Panto, tampoco eran excelentes.

## Envenenamiento

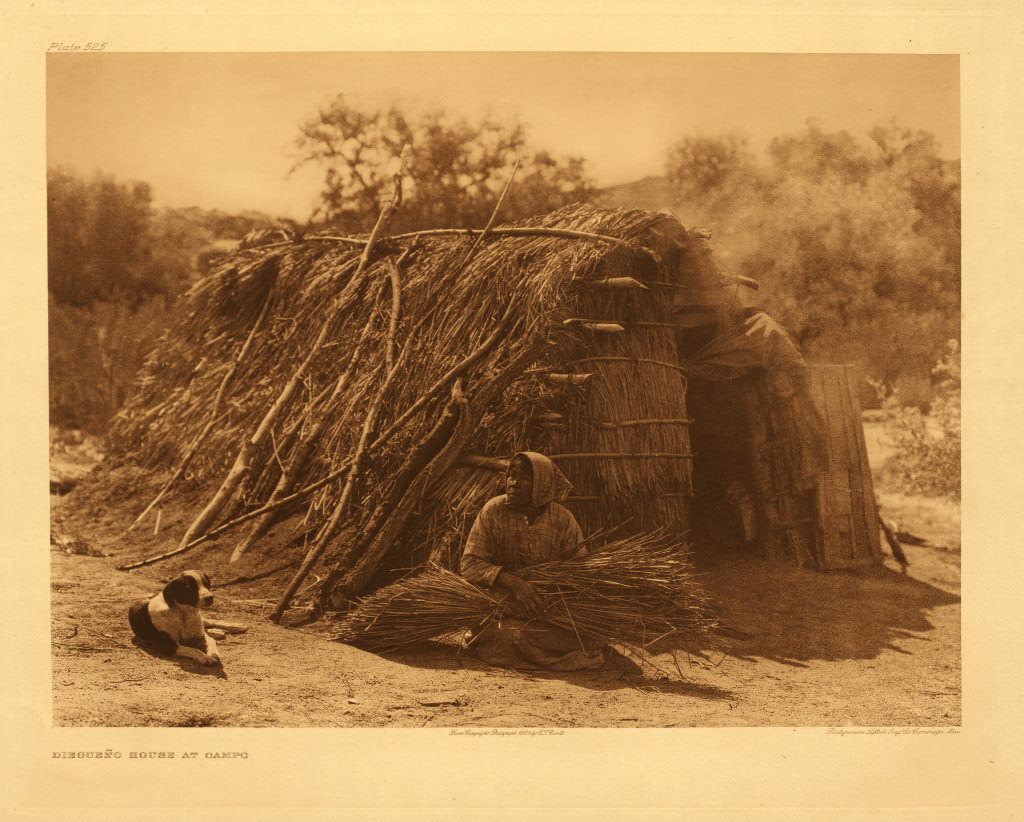
Choza típica de los Indios Dieguinos.

Una tarde de noviembre de 1811 Panto sufrió vómitos después de la cena: su sopa había sido supuestamente envenenada por el cocinero indio Nazario con una planta llamada cuchasquelaai, también conocida como "Escoba amarga". Curiosamente, la planta utilizada por el indígena para su venganza, también se daba en la tierra natal de Fray Panto, la Sierra de Gata, si bien allí no son muy conocidas sus mortíferas aplicaciones.
Tras seis meses de larga agonía, Fray Panto falleció al fin el 30 de junio de 1812. En su acta de defunción, levantada por el inseparable Fray Gerónimo Boscana con la asistencia de Fray Tomás de Ahumada, consta que falleció a las 7 de la noche y que "no pudo recibir el Viático" debido a sus continuos vómitos. También se dice que "Murió enyervado del cocinero, según opiniones...". El entierro se celebró el 2 de julio (Aunque en el texto pone junio, pero claramente se trata de un error). El funeral lo ofició Fray Jerónimo Boscana simultaneando en el mismo acto la inauguración del nuevo edificio que Panto había ayudado a levantar.
Según el historiador norteamericano Hubert H. Bancroft, Fray Panto era muy riguroso aplicando sus castigos disciplinarios. Durante el procedimiento judicial celebrado durante la agonía del fraile se desveló que el indio Nazario había recibido cerca de 100 latigazos por parte de Fray Panto en las 24 horas anteriores al envenenamiento. Este hecho, unido a la confesión de Nazario y su declaración en la que manifestaba no su voluntad de matar, sino simplemente la de enfermar al fraile para mitigar su crueldad, le valieron al indio una notable reducción de la pena impuesta. Actuó como abogado defensor en este procedimiento José María Pico, padre del famoso pionero californiano Pío Pico.
Resulta infrecuente y es cuando menos llamativo el hecho de que el historiador Bancroft ampliara la información de este suceso incluyendo a pie de página la población de procedencia del fraile envenenado así como comentarios relativos a su carácter. Un misterio más de los que rodean este curioso suceso.
El nombre de Fray Pedro figura actualmente en una lápida bajo el altar mayor de la Misión de San Diego de Alcalá junto al de otros verdaderos mártires de la colonización de California.
El 28 de diciembre de 1858 sus restos fueron trasladados fuera de la Misión por el Reverendo John C. Holbein puesto que la Iglesia había sido convertida en barracones para las tropas norteamericanas.
El envenenamiento, muerte y procedimiento judicial en relación con este suceso lo convierten curiosamente en el primer hecho criminal con resultado de muerte investigado y resuelto de la ciudad de San Diego.

## Sucesores

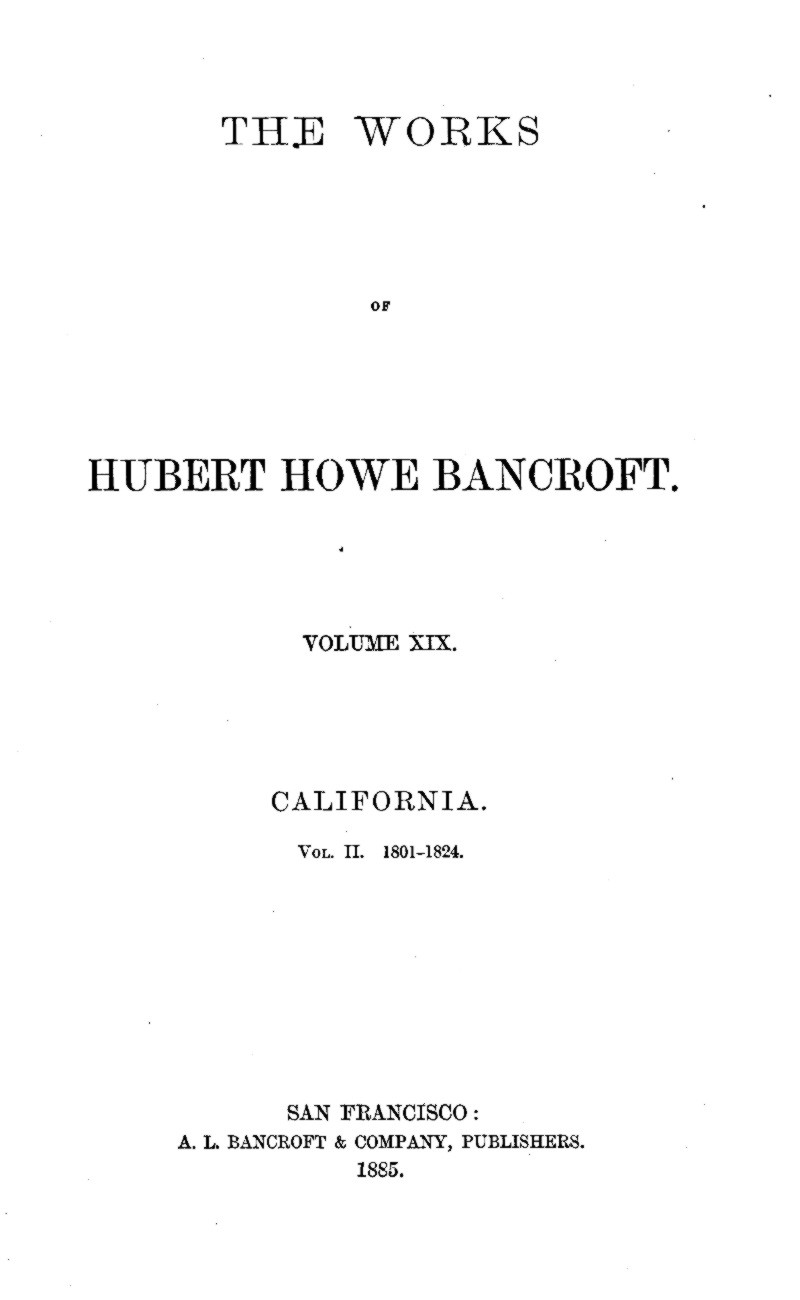
Portada del libro de Hubert H. Bancroft donde se cita a Fray Panto.

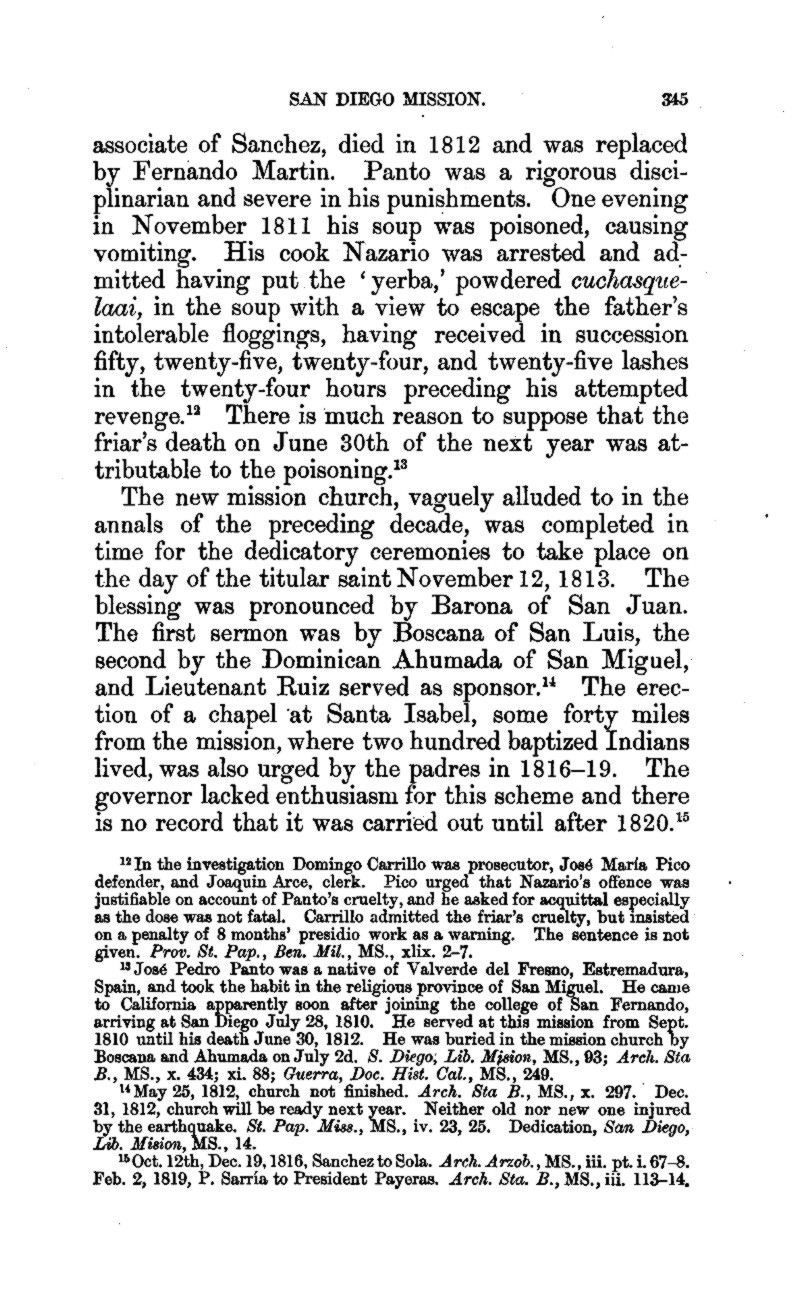
Página 345 H. de California. Hubert H. Bancroft.

Pocos años después del fallecimiento de Fray José Pedro, concretamente el 11 de enero de 1817 y también en las proximidades de San Diego, fue bautizado a la edad de 14 años, un indio al que se le puso un nombre casi idéntico (Pedró José Panto Escarar) en homenaje al fraile envenenado. Pedro José llegó al rango de Capitán de villa de San Pascual (muy cercana a San Diego) y destacó por su valor y constancia en la defensa de los derechos de la población indígena. Curiosamente dos personajes del mismo nombre terminaron complementándose, redimiendo el uno los abusos del otro. Este Capitán Panto fue sin duda la semilla de los pocos descendientes de este apellido que aún viven en la zona de California y por todo el continente americano, desde Canadá hasta Argentina. Puede encontrarse amplia información sobre su vida en la Web de la San Diego Historical Society

## Agradecimientos
A Ms. Lynn Bremer, Directora del "Santa Barbara Mission Archive-Library" por facilitar los siguientes documentos:
- C 873. San Diego. 3/2/1811. Ruiz to Fray Pedro Panto, O.F.M., on the rumor of a contemplated attack on San Gabriel Mission by Yuma Indians. Incomplete. Phs. AASF. 4 pp.
- C 874. San Diego. 3/5/1811. Panto to Ruiz requesting that Indians be not allowed to trade at presidios without permission of the missionaries. Phs. AASF. 1 p.
- C 875. San Diego. 3/8/1811.Panto to Ruiz over jurisdiction of Indians. Phs. AASF. 5 pp.
- C 891. San Carlos. 7/31/1811. Fray Vicente Sarria, O.F.M., to Fray Pedro Panto, O.F.M., answering the query whether the California missionaries were genuine pastors in the economical sense. The answer was no. Tr. State Library, Sacramento. 5 pp.
- C 905. Purísima. 11/27/1811. Tapis to Domingo Carrillo on the poisoning of Fray Pedro Panto, O.F.M. Tr. 1 p.
- C 927. Purísima. 7/4/1812.Tapis to the missionaries from San Miguel to Loreto on holy oils; on the death of Panto.
- C 1088. San Diego. 3/9/1816. Fray Pedro Panto, O.F.M., to Ruiz concerning a robbery at the warehouse; on punishment of the Indians. Phs. AASF. 2 pp.